# Paragomphus cataractae
Paragomphus cataractae – gatunek ważki z rodziny gadziogłówkowatych (Gomphidae).